# NGC 5351
NGC 5351 (другие обозначения — UGC 8809, IRAS13513+3809, MCG 6-31-8, ZWG 190.73, ZWG 191.8, KUG 1351+381, PGC 49359) — спиральная галактика с перемычкой (SBb) в созвездии Гончие Псы.
Этот объект входит в число перечисленных в оригинальной редакции «Нового общего каталога».